# John Disley
John Disley (Reino Unido, 20 de noviembre de 1928-8 de febrero de 2016) fue un atleta británico, especialista en la prueba de 3000 m obstáculos en la que llegó a ser medallista de bronce olímpico en 1952.

## Carrera deportiva
En los JJ. OO. de Helsinki 1952 ganó la medalla de bronce en los 3000 m obstáculos, con un tiempo de 8:51.8 segundos, llegando a meta tras el estadounidense Horace Ashenfelter y el soviético Vladimir Kazantsev (plata).